# Granat-3
Granat-3 (ros. Гранат-3) – rosyjski dron przeznaczony do prowadzenia rozpoznania, obserwacji i patrolowania pola walki oraz wskazywania celów w czasie zbliżonym do rzeczywistego, wykorzystywany przez Siły Zbrojne Federacji Rosyjskiej. 

## Opis
Zakłady Iżewskie Systemy Bezzałogowe (ros. ООО «Ижевские беспилотные системы») w Iżewsku przystąpiły do opracowywania nowej konstrukcji na zlecenie Ministerstwa Obrony Federacji Rosyjskiej. Z uwagi na stawiane mu zadania konstruktorzy postawili na niewielkie, kompaktowe rozmiary konstrukcji umożliwiające jego łatwy transport i niską wykrywalność. Wykorzystanie rozwiązań zastosowanych we wcześniejszych konstrukcjach oraz jednotłokowego silnika spalinowego do napędu śmigła ciągnącego pozwoliło na obniżenie kosztów produkcji i eksploatacji. 
Drony zostały wprowadzone na wyposażenie jednostek wojskowych Centralnego i Południowego Okręgu Wojskowego w 2014 r. W rosyjskiej bazie wojskowej na terenie Armenii, w 2014 r. wykorzystano dron podczas testów systemu Nawodczik-2. Publiczna prezentacja drona, przenośnego stanowiska kontrolnego i kontenera transportowego nastąpiła w 2019 r. podczas Międzynarodowego Forum Wojskowo-Technicznego „ARMIA-2019”. Start UAV odbywa się z szynowej wyrzutni a lądowanie z wykorzystaniem spadochronu. Silnik zużywa 0,4 l paliwa na godzinę lotu, resurs całej konstrukcji wynosi 100 godzin. Dron może być stosowany w zakresie temperaturowym do -30 °C do +40 °C. 